# Мулен руж
Мулен руж (фр. Moulin Rouge - у дословном преводу црвена ветрењача) (48° 53′ 3″ N 2° 19′ 56″ E / 48.88417° С; 2.33222° И) је париски ноћни клуб и кабаре који је 1889. дао саградити Жозеф Олер, тадашњи власник париске Олимпије. 
Мулен руж се налази у Паризу, у Монмартру, чувеном боемском делу града, а на самом крову има велику имитацију црвене ветрењаче. 
У року од само неколико деценија Мулен руж постаје популарна туристичка дестинација у којем су на програму разне музичке представе (од тога најпознатији плес кан-кан) за зрелију публику широм света. У ентеријеру преовлађује ретро-декор из 19. века што локалу даје онај чувени боемски изглед.
У Мулен ружу су наступали многи уметници као што су Ла Гули, Жозефина Бекер, Френк Синатра, Ив Гилбер, Џејн Аврил, Едит Пијаф и други. Мулен руж је на својим сликама овековечио постимпресионистичког сликар Анри де Тулуз-Лотрек.
Од 2002. године прослављени играч српског порекла Александар Јосиповић наступа у Мулен Ружу.
"Мулен руж“ је такође и наслов романа писца Пјера ла Мира. Књига је екранизована 1952. И 2001. снимљен је филм Мулен руж! у којем главне улоге тумаче Јуан Макгрегор и Никол Кидман. Оба филма била су номинована за Оскара, али га ниједан није освојио.

## „Мулен руж“ телевизија и филмови
Шест филмова је снимљено са насловом Мулен руж:
- Године 1928, режија Евалд Андре Дупонт.
- Године 1934, режија Сидни Ланфилд.
- Године 1939, режија Андре Игон.
- Године 1944, режија Ив Миранд.
- Године 1952, режија Џон Хјустон, главне улоге Хосе Ферер и За За Габор. Погледати Мулен руж (1952).
- Године 2001, режија Баз Лурман. Видети Мулен руж!

Такође:
- Француски кан кан, режија Жан Реноар (1955), са измишљеном причом о настанку Мулен ружа.

Мулен Руж и Мира Адања-Полак-Серија „Ексклузивно“ - „У Мулен Ружу - Александар Јосиповић" (Године 2004)